# Joseph Reed

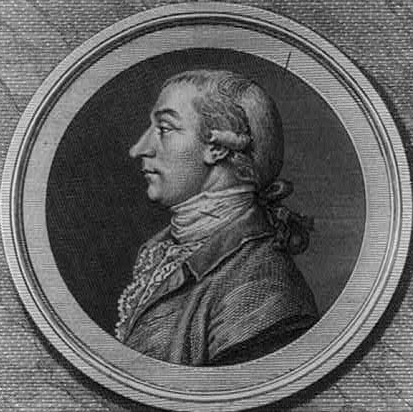
Joseph Reed, gemalt von Pierre Eugène du Simitière (1781)

Joseph Reed (* 27. August 1741 in Trenton, Province of New Jersey; † 5. März 1785 in Philadelphia, Pennsylvania) war ein US-amerikanischer Politiker. Zwischen 1778 und 1781 war er Präsident von Pennsylvania. Im Jahr 1778 war er außerdem Mitglied des Kontinentalkongresses.

## Leben
Joseph Reed kam kurz nach seiner Geburt mit seinen Eltern nach Philadelphia. Dort besuchte er die Philadelphia Academy, aus der später die University of Pennsylvania hervorging. Danach studierte er am College of New Jersey, der heutigen Princeton University. Anschließend studierte er zwei Jahre lang in London Jura. Nach seiner Rückkehr in die damals britischen Kolonien in Amerika begann er ab 1767 in Trenton als Rechtsanwalt zu arbeiten.
Im Oktober 1770 zog er nach Philadelphia, wo er ebenfalls als Anwalt tätig war. Bei Ausbruch der amerikanischen Revolution schloss er sich dieser Bewegung an. Im Januar 1775 war er Präsident einer Versammlung zur Vorbereitung der Unabhängigkeit Pennsylvanias (Pennsylvania Convention). Während des Unabhängigkeitskrieges gehörte er im Juli 1775 zum Stab von General George Washington. Während des Feldzugs von 1776 war er Generaladjutant der Kontinentalarmee. Er war der Erste, der den Verrat von Benedict Arnold entdeckte und meldete. Sein Verhältnis zu Washington kühlte ab, als dieser aus einem Brief erfuhr, dass Reed die Fähigkeiten des Generals bezweifelte.
Im Jahr 1778 wurde Reed in den Kontinentalkongress gewählt; dort gehörte er zu den Unterzeichnern der Konföderationsartikel. Am 1. Dezember wurde er zum Präsidenten von Pennsylvania gewählt. Dieses Amt entsprach in etwa dem eines heutigen Gouverneurs. Bei dieser Wahl besiegte er seinen Vorgänger George Bryan. Das Präsidentenamt bekleidete er bis 1781. Seine Amtszeit war von dem noch immer nicht beendeten Unabhängigkeitskrieg überschattet. Reed war ein entschiedener Gegner der sogenannten Loyalisten, die sich der amerikanischen Bewegung nicht anschlossen und den Briten die Treue hielten. Er trat für die Einziehung von deren Besitz ein und schlug Anklagen wegen Hochverrats gegen diese Personen vor. Damit war er bei weitem radikaler als die Mehrheit im Kontinentalkongress. Reed war, wie sein Vorgänger Bryan, ein Gegner der Sklaverei.
Von 1782 bis 1785 war Reed Kurator der University of Pennsylvania. 1784 wurde er nochmals in den Kontinentalkongress gewählt. Dieses Mandat konnte er aus gesundheitlichen Gründen nicht mehr antreten. Er starb nach längerer Krankheit im März 1785. Joseph Reed war mit Esther De Berdt verheiratet. Zum Zeitpunkt seines Todes waren noch fünf seiner Kinder am Leben.